# Тройной колдовской час
Тройной колдовской час (англ. Triple witching hour) — последний час торговой сессии на Фондовой бирже, в третью пятницу марта, июня, сентября и декабря. В эти дни истекают сроки по большинству контрактов следующих трех типов:
- Индексный фьючерс;
- Индексный опцион;
- Опцион.

Как результат, в этот час обычно резко увеличивается объём торгов и волатильность рынка.
Для биржевых игроков, работающих с долговременными инвестициями, тройной колдовской час значения не имеет.
Название отсылает к вере в существование ведьм и особого часа, когда тёмная магия особенно сильна.
В остальные третьи пятницы в последний час истекают только два вида контрактов, что носит название двойного колдовского часа. С 2001 года, с введением фьючерсов на одну акцию, появился четверной колдовской час, когда одновременно с тремя другими истекают контракты и по этим контрактам.